# Berit Aunli
Berit Kristine Aunli nata Kvello (Stjørdal, 9 giugno 1956) è un'ex fondista norvegese.
È figlia di Kristen Kvello, fondista degli anni cinquanta diventato poi allenatore, e moglie di Ove Aunli, a sua volta fondista di alto livello.

## Biografia
In Coppa del Mondo ha ottenuto il primo risultato di rilievo, nonché primo podio, il 15 gennaio 1982 nella 5 km di La Bresse (2ª) e la prima vittoria il 3 marzo 1984 nella 5 km di Lahti.
In carriera ha partecipato a tre edizioni dei Giochi olimpici invernali: Innsbruck 1976 (17ª nella 5 km, 18ª nella 10 km, 5ª nella staffetta), Lake Placid 1980 (14ª nella 5 km, 13ª nella 10 km, 3ª nella staffetta) e Sarajevo 1984 (2ª nella 5 km, 4ª nella 10 km, 1ª nella staffetta), e a tre dei Campionati mondiali, vincendo quattro medaglie.

## Palmarès

### Olimpiadi
- 3 medaglie:
  - 1 oro (staffetta[2] a Sarajevo 1984)
  - 1 argento (5 km[2] a Sarajevo 1984)
  - 1 bronzo (staffetta[3] a Lake Placid 1980)

### Mondiali
- 5 medaglie, oltre a quella conquistata in sede olimpica e valida anche ai fini iridati:
  - 3 ori (5 km[2], 10 km[2], staffetta a Oslo 1982)
  - 2 argenti (20 km[2] a Oslo 1982; staffetta[2] a Seefeld in Tirol 1985)

### Coppa del Mondo
- Vincitrice della Coppa del Mondo nel 1982
- 6 podi (individuali[4]), oltre a quelli conquistati in sede olimpica e iridata e validi ai fini della Coppa del Mondo:
  - 2 vittorie
  - 4 secondi posti

#### Coppa del Mondo - vittorie
| Data             | Luogo | Paese     | Disciplina |
| ---------------- | ----- | --------- | ---------- |
| 3 marzo 1984     | Lahti | Finlandia | 5 km       |
| 18 dicembre 1984 | Davos | Svizzera  | 10 km      |

### Campionati norvegesi
- 15 ori[senza fonte]

## Riconoscimenti
Nel 1983 venne premiata con la Medaglia Holmenkollen. Nel 1985 vinse la Medaglia d'oro del Morgenbladet.